# McLaren Autosport BRDC Award
Der McLaren Autosport BRDC Award ist ein Preis, der seit 1989 an Nachwuchsfahrer aus Großbritannien verliehen wird. Unterstützt wird er durch das Formel-1-Team McLaren, die Motorsportzeitschrift Autosport und dem British Racing Drivers’ Club (BRDC). Der Gewinner erhält, neben der Chris Bristow Trophy, eine Testfahrt im McLaren sowie 100.000 £.

## Preisträger
| Jahr | Gewinner         | Finalisten                                                               |
| ---- | ---------------- | ------------------------------------------------------------------------ |
| 1989 | David Coulthard  | —                                                                        |
| 1990 | Gareth Rees      | Philip Bate Steve Brogan David Cuff Shaun Nicholson James Rhodes         |
| 1991 | Oliver Gavin     | Dario Franchitti Jonathan McGall Dino Morelli Guy Smith Jamie Spence     |
| 1992 | Dario Franchitti | Paul Evans Ralph Firman Jonny Kane Martin O’Connell Brian Saunders       |
| 1993 | Ralph Firman     | Darren Malkin Darren Manning James Matthews Guy Smith Jamie Spence       |
| 1994 | Jamie Davies     | Alex Deighton Peter Dumbreck Jonny Kane James Matthews Richard Westbrook |
| 1995 | Jonny Kane       | Wayne Douglas Marc Hynes Kevin McGarrity Guy Smith Justin Wilson         |
| 1996 | Darren Turner    | David Cook Peter Dumbreck Darren Malkin Tim Mullen Dan Wheldon           |
| 1997 | Andrew Kirkaldy  | Matthew Davies Marc Hynes Leighton Walker Dan Wheldon Adam Wilcox        |
| 1998 | Jenson Button    | Doug Bell Matthew Davies Robbie Kerr James Pickford Justin Wilson        |
| 1999 | Gary Paffett     | Westley Barber Ryan Dalziel Richard Lyons Craig Murray Leighton Walker   |
| 2000 | Anthony Davidson | Ryan Dalziel Matt Gilmore Derek Hayes Robbie Kerr Mark Taylor            |
| 2001 | Steven Kane      | Carl Breeze Matt Gilmore Robbie Kerr Simon Pullan Danny Watts            |
| 2002 | Jamie Green      | Westley Barber Adam Carroll Dan Eagling Christian England Danny Watts    |
| 2003 | Alex Lloyd       | Ben Clucas Tom Kimber-Smith James Rossiter Ryan Sharp Susie Stoddart     |
| 2004 | Paul di Resta    | Tim Bridgman Mike Conway Jonathan Kennard Scott Mansell Susie Stoddart   |
| 2005 | Oliver Jarvis    | Sam Bird Joey Foster James Jakes Joe Tandy Duncan Tappy                  |
| 2006 | Oliver Turvey    | Jon Barnes Sam Bird Nathan Freke Jeremy Metcalfe Oliver Oakes            |
| 2007 | Stefan Wilson    | Henry Arundel Callum MacLeod Dean Smith Nick Tandy Duncan Tappy          |
| 2008 | Alexander Sims   | Wayne Boyd Adam Christodoulou Jason Moore Aaron Steele Dean Stoneman     |
| 2009 | Dean Smith       | James Calado Adam Christodoulou James Cole Callum MacLeod Chrissy Palmer |
| 2010 | Lewis Williamson | Luciano Bacheta Tom Blomqvist Jack Harvey Scott Malvern Nigel Moore      |
| 2011 | Oliver Rowland   | Emil Bernstorff Tom Blomqvist Alex Lynn Scott Malvern Dino Zamparelli    |
| 2012 | Jake Dennis      | Jack Hawksworth Josh Hill Jordan King Melville McKee Josh Webster        |